# Epiplatys singa
Epiplatys singa är en fiskart som först beskrevs av Boulenger, 1899.  Epiplatys singa ingår i släktet Epiplatys och familjen Nothobranchiidae. IUCN kategoriserar arten globalt som livskraftig. Inga underarter finns listade i Catalogue of Life.